# Lufa

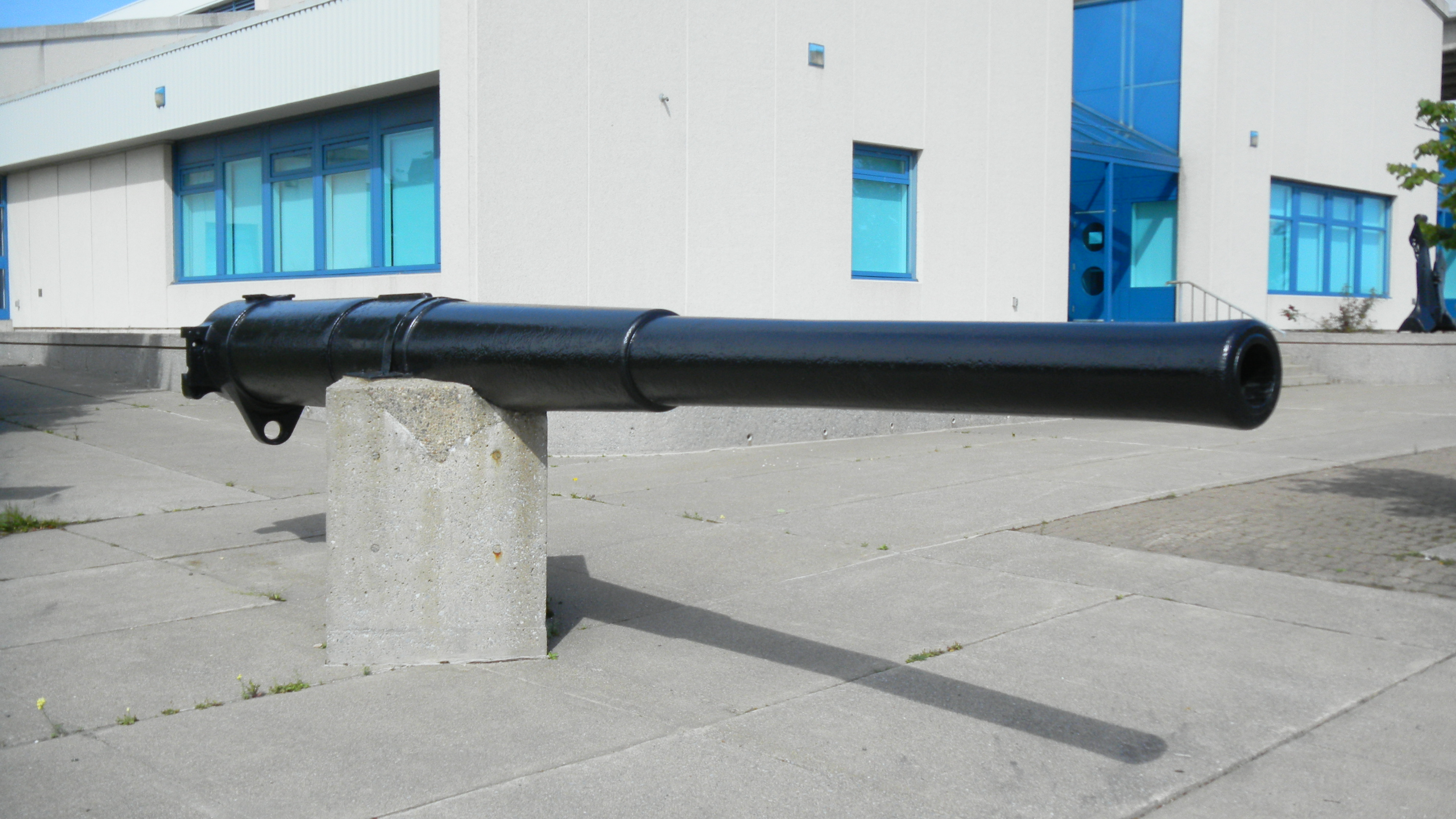
Lufa działa okrętowego o kalibrze 152 mm

Lufa – zasadnicza część broni palnej, umożliwiająca nadanie pociskowi jednocześnie ruchu postępowego i obrotowego (lufy gwintowane i poligonalne) lub tylko postępowego (lufy gładkościenne) w odpowiednim kierunku.

## Historia
Najwcześniejsze lufy broni palnych wykonane były z twardych gatunków drewna, których konstrukcję wzmacniano wielokrotnie owiniętym sznurkiem, namoczoną skórą lub żelaznymi obręczami. Ich podstawową wadą było to, że wytrzymywały tylko kilka strzałów przy stosowaniu małych ładunków prochowych. Od połowy XIV wieku, po opanowaniu obróbki metali, wprowadzone zostały lufy odlewane z brązu, a następnie z żeliwa.
W miarę rozwijania się metalurgii zwiększała się jakość, wytrzymałość i żywotność luf. W końcu XIX wieku użyto do produkcji luf stali stopowych, w których zastosowano dodatki stopowe (np. chrom, nikiel, molibden, wolfram, wanad czy tytan) zwiększające ich wytrzymałość i żywotność.

## Konstrukcja

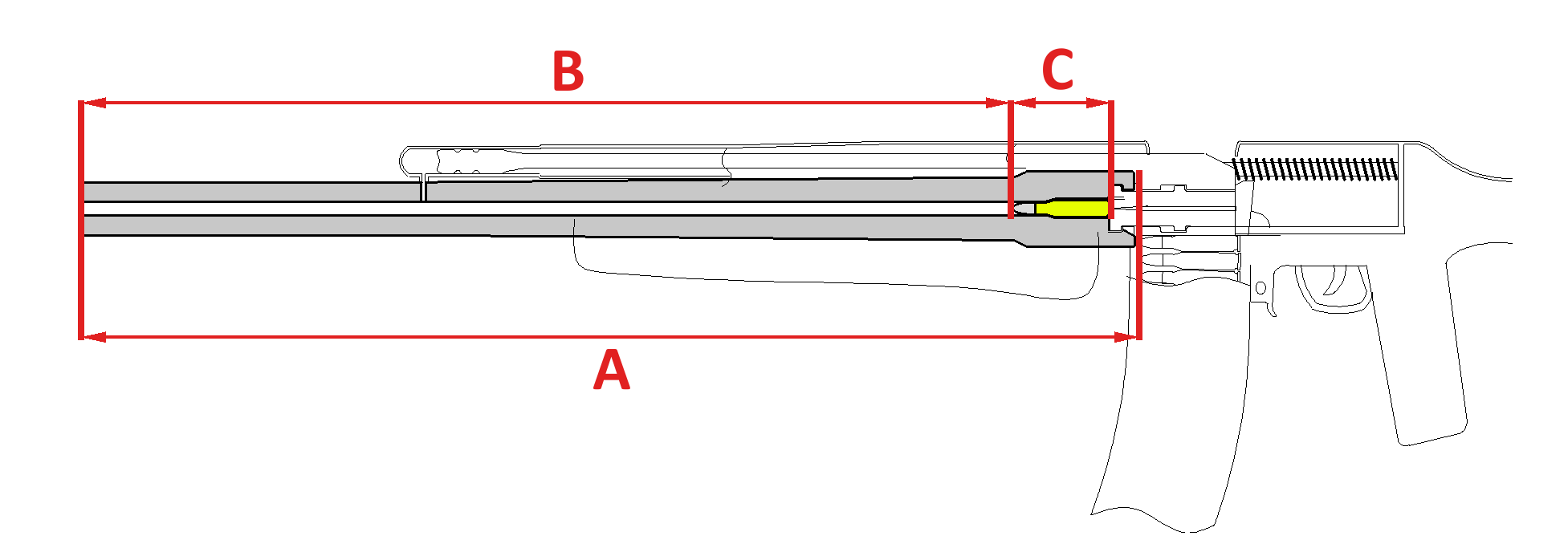
Główne elementy lufy:
A - lufa,
B – część prowadząca przewodu,
C – komora nabojowa

Korpusem lufy jest zwykle grubościenna, zazwyczaj prosta rura, której najdłuższą częścią – najczęściej o stałym przekroju – jest przewód lufy. Licząc od strony zamka lufa składa się z następujących elementów:
- komora nabojowa (do której ładowany jest nabój),
- stożek przejściowy (przytrzymujący łuskę naboju i stanowiący oporę dla pocisku),
- część prowadząca przewodu (odcinek lufy służący do nadania pociskowi czy innemu ładunkowi rażącemu kierunku i pożądanej prędkości a często również ruchu obrotowego. W lufach z przewodem gwintowanym właśnie ta część ma naniesiony gwint)
- urządzenie wylotowe (opcjonalne).

Zwykle początkowa część lufy osadzona jest w nasadzie zamkowej lub nasadzie komory zamkowej (służąca do pomieszczenia zamka). Na koniec wylotowy lufy może być nakręcone urządzenie wylotowe: tłumik dźwięku, tłumik płomieni, osłabiacz podrzutu, hamulec wylotowy, odrzutnik. Dość często wylotowy koniec lufy (szczególnie w broni palnej strzeleckiej) jest specjalnie frezowany, aby utworzyć stożkowato ścięte krawędzie wewnętrzne, pozwalające na równomierne odprowadzanie gazów wylotowych opuszczających lufę przy wystrzale. Jest to tak zwana korona lufy i w istocie jest bardzo prostym urządzeniem wylotowym – w tej części nie ma gwintu. Odpowiednie jej wykonanie zapewnia znaczne zwiększenie celności dzięki znacznemu zmniejszeniu ciśnienia wydobywających się na boki gazów wystrzałowych tuż przy dnie pocisku opuszczającego wylot lufy.
Do lufy lub nasady zamkowej działa artyleryjskiego przymocowane są ruchome części oporopowrotnika, łączące w przesuwny sposób lufę z kołyską działa. Do lufy lub komory zamkowej broni strzeleckiej przymocowane są zwykle urządzenia celownicze oraz służące do różnych celów uchwyty i szyny. Na niektórych lufach szybkostrzelnej broni maszynowej wykonane są żeberka celem zwiększenia powierzchni chłodzenia oraz celem zmniejszenia masy lufy bez utraty sztywności.
Lufy współczesnej broni palnej wykonywane są ze stali węglowych wysokiej jakości o zawartości węgla do 0,7% lub ze stali niskostopowych z dodatkami niklu, chromu, wolframu, molibdenu itp. Lufy mogą być również wzmocnione specjalnym płaszczem (czasem ze stopów metali lekkich).

## Zasada działania

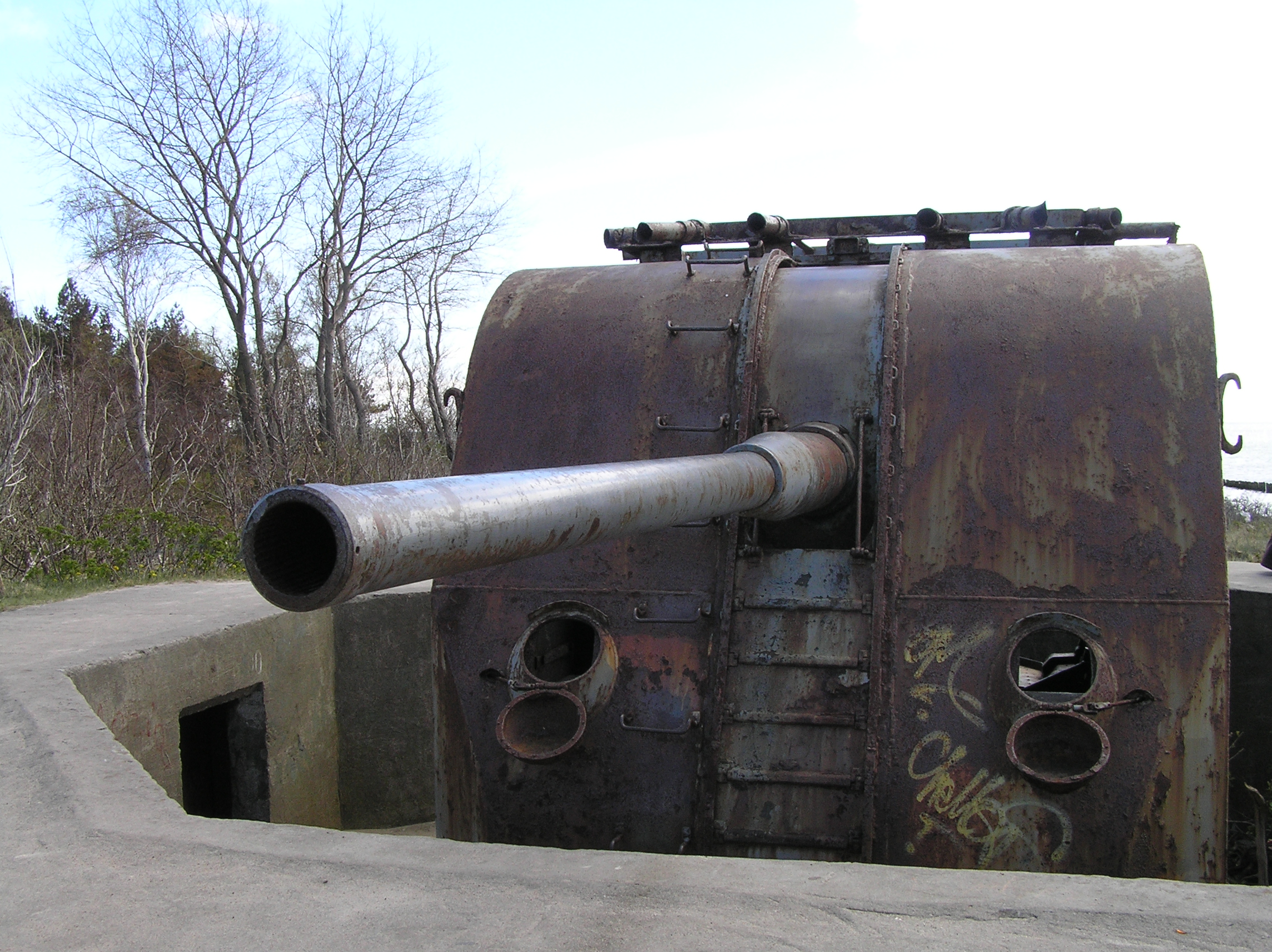
Widok od lufy na radzieckie działo B-34U

Podczas strzału w przewodzie lufy następuje zmiana energii chemicznej (zawartej w prochu) na energię kinetyczną (pocisku i odrzutu broni). Temperatura gazów powstających w wyniku spalania ładunku miotającego osiąga 2500–3500 °C, a ciśnienie do 600 MPa (6000 kG/cm²). Podczas przelotu pocisku przez przewód lufy – w przypadku luf gwintowanych – nadawany jest mu dodatkowo ruch obrotowy.
Wytrzymałość luf określa się za pomocą wzorów stosowanych do rur grubościennych. Obciążeniem obliczeniowym jest największe ciśnienie gazów w przewodzie lufy.
Konstrukcje luf różnią się znacznie np. zależnie od rodzaju ładunku materiału miotającego (prochu) użytego w amunicji. Lufy do broni, w której używa się prochu czarnego są stosunkowo grubościenne, a przy prochu bezdymnym są czasem cienkościenne (np. w pistolecie P-64). Geometria luf i rodzaj użytego materiału zależy od wielu czynników, w tym i od rodzaju prochu, nie tylko w zakresie prostego podziału na proch dymny (czarny) i bezdymny. W przypadku prochu bezdymnego możliwe jest wytworzenie ładunku miotającego o pożądanych parametrach (charakterystyce) spalania. Zmienność grubości ścianki lufy w strzelbie i w sztucerze (czy karabinie) jest inna. Z tego względu bardzo ważne jest zastosowanie właściwego rodzaju (gatunku) prochu do konkretnego typu broni.
Podczas strzału może nastąpić rozdęcie lufy, będące trwałym miejscowym odkształceniem plastycznym jej ścianki. Zjawisko to objawia się zwiększeniem w danym miejscu średnicy przewodu lufy, a w przypadku większych odkształceń również zwiększeniem jej średnicy zewnętrznej. Rozdęcie może powstać wskutek nadmiernego wzrostu (spiętrzenia) ciśnienia spowodowanego najczęściej gwałtownym zahamowaniem pocisku, co może być spowodowane wadami materiałowymi lub zanieczyszczeniem przewodu lufy.
Podczas wystrzału lufa nagrzewa się w wyniku oddziaływania na nią gazów prochowych i tarcia przechodzącego przez nią pocisku. Przegrzanie może doprowadzić do przedwczesnego zużycia jej przewodu, pogorszenia celności oraz samozapłonu spłonki i prochu. Przeciwdziałając temu zjawisku lufa poddawana jest chłodzeniu, najczęściej poprzez wystawianie jej na powietrze atmosferyczne, które w naturalny sposób obniża jej temperaturę (możliwe jest również stosowanie żebrowania na powierzchni lufy które zwiększa efektywność tego procesu). Dawniej w broni o dużej szybkostrzelności otaczano ją chłodnicą wypełnioną płynem lub stosowano systemy wymuszające przepływ powietrza lub wody wokół lufy. Współcześnie w broni maszynowej najczęściej stosuje się lufy szybkowymienne, umożliwiające zdemontowanie nagrzanej lufy i zastąpienie jej zapasową - schłodzoną.

## Podział
Podział konstrukcji ze względu na rodzaju wlotu
- zamknięte od strony wlotu (lufy broni strzeleckiej i artyleryjskiej), wyposażone w zamek ryglujący wlot
- otwarte od strony wlotu (broń bezodrzutowa: pancerzownice rakietowe, działa bezodrzutowe).

Podział ze względu na liczbę warstw, składających się na lufę
- jednowarstwowe, wykonane z jednego bloku stali (odkuwki);
- wielowarstwowe, wykonane z kilku nakładanych na siebie rur o różnej długości.

Podział w zależności od istnienia naprężeń w ściance lufy przed strzałem
- niewzmocnione – w których nie występują naprężenia wstępne, odwrotne do tych, jakie występują w trakcie strzału;
- wzmocnione – w których istnieją celowo wywołane naprężenia wstępne uzyskane albo przez nałożenie na gorąco warstwy wzmacniającej (płaszcza), albo dzięki specjalnym zabiegom technologicznym.

gładka
gwintowana
poligonalna

     gładka
     gwintowana
     poligonalna
Podział ze względu na istnienie gwintu
- gwintowane;
- gładkościenne (w broni gładkolufowej).

Podział ze względu na kształt przewodu
- walcowe
  - koszulkowane, mające wewnętrzną rurę – koszulkę;
  - rdzeniowe;
- stożkowe (ze zwężającym się ku wylotowi przewodem);
- stożkowo-walcowe;
- poligonalne (przekrój ma kształt wieloboku foremnego).

Ponadto wyróżnia się lufy składane, umożliwiające prosty montaż i demontaż w celu ich przenoszenia lub przewożenia w jukach, stosowane w działach artylerii górskiej, oraz zestawiane z kilku części wzdłużnie w celu wymiany najbardziej zużytych części.
Lufy broni strzeleckiej są w większości gwintowane, o cylindrycznym przewodzie, zwykle jednolite. W artylerii najszerzej stosowane obecnie lufy działowe są jednolite (szczególnie w działach małych i średnich kalibrów oraz moździerzach). W działach dużych kalibrów stosowane są również lufy wzmocnione i lufy z wymienną rurą rdzeniową, a w artylerii okrętowej lufy koszulkowane.